# Dunes de la plaine maritime flamande
Dunes de la plaine maritime flamande este o arie protejată (sit de importanță comunitară — SCI) din Franța întinsă pe o suprafață de 4.420 ha, integral pe uscat.

## Localizare
Centrul sitului Dunes de la plaine maritime flamande este situat la coordonatele 51°04′26″N 2°27′17″E / 51.07389°N 2.45472°E.

## Înființare
Situl Dunes de la plaine maritime flamande a fost declarat arie specială de conservare în baza directivei 92/43 din 1992 referitoare la conservarea habitatelor naturale și a faunei și florei sălbatice pentru a proteja 1 specie de plante și 5 specii de animale.

## Biodiversitate
Situată în ecoregiunea atlantică, aria protejată conține 12 habitate naturale: Bancuri de nisip acoperite în permanență slab de apă marină, Terase mlăștinoase și terase nisipoase neacoperite de apă la reflux, Dune mobile de-a lungul țărmului cu Ammophila arenaria („dune albe”), Dune cu Hyppophaë rhamnoides, Dune cu Salix repens ssp. argentea (Salicion arenariae), Depresiuni intradunale umede, Liziere de ierburi înalte hidrofile de câmpie și de nivel montan până la alpin, Dune mobile cu vegetație embrionară, Vegetație anuală la limita mareei, Dune de coastă fixe cu vegetație erbacee („dune gri”), Dune împădurite din regiunile atlantică, continentală și boreală, Fânețe de joasă altitudine (Alopecurus pratensis, Sanguisorba officinalis).
La baza desemnării sitului se află mai multe specii protejate:
- plante (1): moșișoare (Liparis loeselii)
- amfibieni (1): triton cu creastă (Triturus cristatus)
- mamifere (3): Halichoerus grypus, focă obișnuită (Phoca vitulina), marsuin (Phocoena phocoena)
- nevertebrate (1): Vertigo angustior

Pe lângă speciile protejate, pe teritoriul sitului au mai fost identificate 59 de specii de plante, 1 specie de mamifere.